# Мустова
Му́стова — деревня в составе Шуньгского сельского поселения Медвежьегорского района Республики Карелия.

## История
Среди населённых мест по летописи 1873 года Мустова значится как Мустовская, Калитинская или же Некрасовская деревни.
Согласно данным переписи населения, в 1873 году здесь проживало приблизительно 96 человек.
На территории деревни находится одна часовня.

## Общие сведения
Расположена на Заонежском полуострове, на западном берегу озера Падмозеро.

## Население
| 2002 | 2010 | 2013 |
| ---- | ---- | ---- |
| 0    | →0   | →0   |